# Beissat
 Beissat  es una comuna (municipio) de Francia, en la región de Lemosín, departamento de Creuse, en el distrito de Aubusson y cantón de La Courtine.
Su población en el censo de 1999 era de 31 habitantes, la comuna menos poblada del departamento.
Está integrada en la Communauté de communes des Sources de la Creuse.

## Demografía
| 170 | 145 | 130 | 78 | 94 | 75 |
| Para los censos de 1962 a 1999 la población legal corresponde a la población sin duplicidades (Fuente: INSEE [Consultar]) |     |     |    |    |    |

En 2007 tenía 32 habitantes.